# Wolves (singel)
Wolves – singel amerykańskiej piosenkarki Seleny Gomez i DJ-a Marshmello. Singel swoją premierę miał 25 października 2017 roku. Twórcami tekstu utworu są Selena Gomez, Alexandra Tamposi, Louis Bell, Marshmello, Andrew Watt, Brian Lee i Carl Rosen, natomiast jego produkcją zajął się Marshmello oraz Andrew Watt.

## Teledysk
2 listopada 2017 roku, Gomez opublikowała pionowe wideo do singla wyłącznie za pośrednictwem Spotify, a następnie ukazało się na oficjalnym kanale Vevo piosenkarki. Obraz przedstawia rozmowę pomiędzy muzykami przez aplikację „FaceTime”.
Oficjalny teledysk ukazał się 17 listopada w serwiasch iTunes i Apple Music. Dzień później film został opublikowany na Vevo i YouTube, zarówno na koncie Gomez, jak i Marshmello. Wideo przedstawia piosenkarkę w różnych strojach na krytym basenie. Pod koniec teledysku Gomez chodzi po wodzie basenu.

## Występ na żywo
19 listopada 2017 r. Gomez i Marshmello wykonali „Wolves” podczas American Music Awards 2017. Był to pierwszy występ piosenkarki po odwołaniu trasy „Revival Tour”.

## Notowania i certyfikaty
| Lista (2017)                                  | Najwyższa pozycja |
| --------------------------------------------- | ----------------- |
| Australia (Top 50 Singles)                    | 5                 |
| Austria (Ö3 Austria Top 40)                   | 8                 |
| Belgia (Ultratop 50 Singles, Flandria)        | 7                 |
| Belgia (Ultratop 50 Singles, Walonia)         | 12                |
| Czechy (Singles Digitál – Top 100)            | 2                 |
| Dania (Track Top-40)                          | 9                 |
| Finlandia (Suomen virallinen lista – Singlet) | 3                 |
| Francja (Top Singles & Titres)                | 31                |
| Hiszpania (PROMUSICAE)                        | 20                |
| Holandia (Dutch Top 40)                       | 2                 |
| Holandia (Single Top 100)                     | 8                 |
| Irlandia (Singles Chart)                      | 5                 |
| Japonia (Japan Hot 100)                       | 40                |
| Kanada (Billboard Canadian Hot 100)           | 7                 |
| Niemcy (Media Control Charts)                 | 11                |
| Norwegia (VG-Lista)                           | 5                 |
| Nowa Zelandia (Recorded Music NZ)             | 10                |
| Polska (AirPlay – Top)                        | 1                 |
| Portugalia (AFP)                              | 7                 |
| Słowacja (Singles Digitál – Top 100)          | 4                 |
| Stany Zjednoczone (Hot 100)                   | 20                |
| Szwajcaria (Singles Top 100)                  | 9                 |
| Szwecja (Sverigetopplistan)                   | 7                 |
| Węgry (Single (track) Top 40 lista)           | 10                |
| Wielka Brytania (UK Singles Chart)            | 9                 |
| Włochy (FIMI)                                 | 28                |

| Kraj                     | Certyfikat         | Sprzedaż |
| ------------------------ | ------------------ | -------- |
| Belgia (BEA)             | złota płyta        | 15 000+  |
| Hiszpania (PROMUSICAE)   | złota płyta        | 20 000+  |
| Kanada (Music Canada)    | złota płyta        | 40 000+  |
| Nowa Zelandia (RMNZ)     | złota płyta        | 15 000+  |
| Polska (ZPAV)            | 3x platynowa płyta | 60 000+  |
| Stany Zjednoczone (RIAA) | złota płyta        | 500 000+ |
| Wielka Brytania (BPI)    | srebrna płyta      | 200 000+ |
| Włochy (FIMI)            | złota płyta        | 25 000+  |

## Historia wydania
| Region            | Data                 | Format                      | Wytwórnia  | Źródło |
| ----------------- | -------------------- | --------------------------- | ---------- | ------ |
| Świat             | 25 października 2017 | Digital download            | Interscope | [ 40 ] |
| Stany Zjednoczone | 7 listopada 2017     | Contemporary hit radio      | Interscope | [ 41 ] |
| Stany Zjednoczone | 21 listopada 2017    | Rhythmic contemporary radio | Interscope | [ 42 ] |